# Језјорани
Језјорани (пољ. Jeziorany) град је у Пољској у Војводству варминско-мазурском. По подацима из 2012. године број становника у месту је био 3333.

## Становништво
| 2012. |
| ----- |
| 3.333 |

## Партнерски градови
- Neuenkirchen